# Profetino (Nanni di Banco)
Il Profetino (Isaia?) è un'opera attribuita a Nanni di Banco e risalente al 1407. È in marmo bianco e misura 131 cm di altezza. L'opera, proveniente dalla Porta della Mandorla di Santa Maria del Fiore, era già stata attribuita al giovane Donatello, il quale sembra aver scolpito invece i due Profetini nei tabernacoli ai lati dell'arco cuspidato sul registro inferiore. Insieme ad un altro Profetino attribuito a Donatello è oggi esposto nel Museo dell'Opera del Duomo di Firenze. 
La prima attribuzione risaliva al ritrovamento di un documento del 1408 che registrava il pagamento a Donatello di due statuette di profeti, indicando nella diversità delle due opere una possibile incertezza del giovane scultore ancora in cerca di un proprio stile. 
Più recentemente è stata riconosciuta invece la mano di Nanni di Banco, che in quel periodo era in società con Donatello e pure lui impegnato nella decorazione della porta della Mandorla. Altri riconoscono poi nel documento invece una menzione ad uno dei profeti degli sproni o del portale del Campanile di Giotto, che però sono di chiaro stile gotico: la confusione nasce forse dal fatto che i due profetini vennero trasportati proprio sul portale del Campanile nel 1431